# علم النبات النباتي

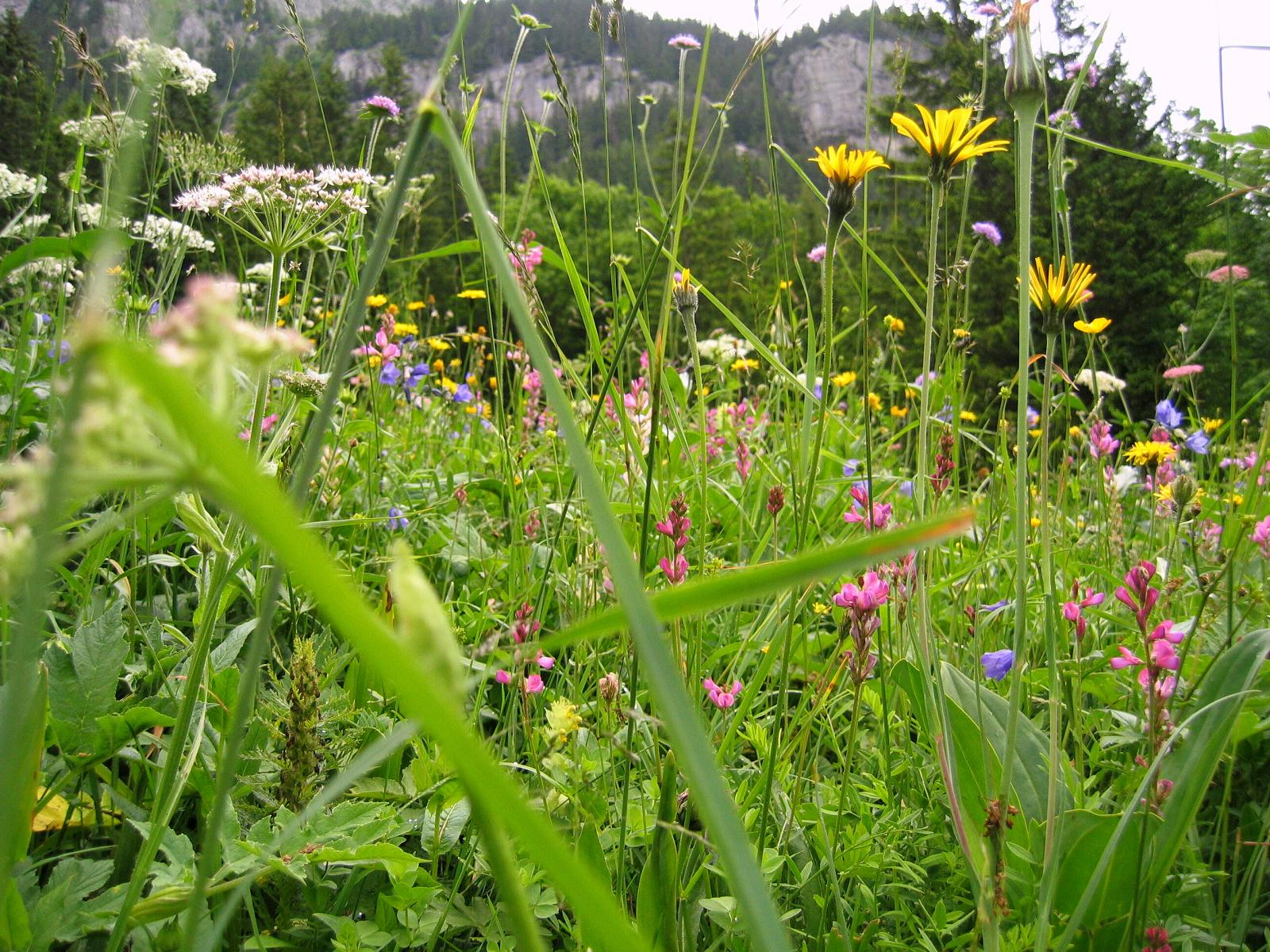

Phytosociology هي فرع من فروع العلم الذي يتعامل مع المجتمعات النباتية وتكوينها وتطورها، والعلاقات بين الأنواع. نظام علم النبات النباتي هو نظام لتصنيف هذه المجتمعات.

## التاريخ
ظهرت جذور علم النبات النباتي حيث يعتبر أحيانًا مجالًا لعلم النبات الجغرافي، حيث ظهر علم الاجتماع النباتي في وقت واحد في بولندا (باكزوسكي)، وفرنسا (براون-بلانكيت) والسويد (دو ريتز)، ولكن بالكاد اخترقت عالم الأنجلو ساكسوني، حيث ساد مفهوم استمرارية المجتمع، وتعارض مفهوم الجمعيات النباتية. 
صاغ مصطلح «علم النبات النباتي» عام 1896 من قبل بازوسكي.

### التقاليد التصنيفية
هناك خمس مدارس تصنيف في علم النبات النباتي: 
- تقاليد زيورخ-مونبلييه (جنوب أوروبا): Humboldt (1805، 1806)، [4] [5] Rübel (1922، 1930)، [6] [7] Pavillard (1927)، [8] Schröter & Kirchner (1886-1902)، [9] Flahault & Schröter (1910)، [10] Braun-Blanquet (1932)؛ [11]
- التقليد الاسكندنافي (شمال أوروبا): فون بوست (1842، 1862)، [12] هولت (1881، 1898)، [13] بطاطس (1913)، [14] دو ريتز (1921)؛ [15]
- التقليد الروسي: Sukachev (1929)؛ [16]
- التقليد الأمريكي: كاولز (1899، 1901)، [17] [18] [19] كليمنتس (1905، 1916)؛ [20] [21] [22]
- التقليد البريطاني: تانسلي (1911).[23]

الهدف من علم النبات النباتي هو تحقيق نموذج تجريبي كاف للنباتات باستخدام تركيبات الأصناف النباتية التي تميز وحدات النباتات بشكل لا لبس فيه. قد تعبر وحدات النباتات كما يفهمها علماء النبات عن مفاهيم نباتية مجردة إلى حد كبير (على سبيل المثال مجموعة جميع الغابات دائمة الخضرة ذات الأوراق الصلبة في منطقة غرب البحر الأبيض المتوسط) أو أنواع نباتات حقيقية يمكن التعرف عليها بسهولة (مثل غابات المحيطات البلوطية الفلين على الكثبان البليستوسينية مع مظلة كثيفة فيشبه الجزيرة الايبيرية)، وتسمى هذه الوحدات المفاهيمية «النحوي» (مفرد «النحوي») ويمكن وضعها في نظام هرمي يسمى «نظام التركيب» أو نظام النحوي. ويسمى فعل إنشاء أو تحسين أو تعديل النظام «بناء الجملة». لذلك، فإن النظام اللغوي هو تمثيل تجريبي كافٍ للنباتات في منطقة معينة. يوجد مدونة دولية للتسميات النباتية  ، تصدر قواعد تسمية «النحو»، وقد ازداد استخدامه بين علماء النباتات.
الوحدة الأساسية للنحوي هي «الارتباط»، الذي يحدده مزيج مميز من أصناف النبات، وميزات الموائل، وعلم الفراغ، ومنطقة الجغرافيا الحيوية، والدور في التعاقب البيئي، والتاريخي (على سبيل المثال تاريخ الاستخدام من قبل البشر) والعلاقات الجغرافية البيوجرافية. يُنظر إلى الارتباط أحيانًا على أنه داء نباتي ملموس (المكون النباتي لداء حيوي). الارتباط مع الزهور والأراضي يمكن تجميعها في وحدات مفاهيمية إيكولوجية أكبر (أي بناء جملة) تسمى «تحالفات». يمكن تجميع تحالفات مماثلة في «أوامر» وأوامر في «فئات» الغطاء النباتي. إن إعداد بناء الجملة في مثل هذا التسلسل الهرمي يشكل النظام اللغوي، أو النموذج المرجعي للنباتات والأراضي المعطاة.
بدأ هذا العلم مع تشارلز فلاهوت واستمر بجدية مع عمل Josias Braun-Blanquet (1884–1980).  

## مجمعات النباتات
في الوقت الحاضر، يحاول علماء الاجتماع النباتية تضمين مستويات أعلى من التعقيد في وصف النباتات، أي من خلال وصف الوحدات المتتالية الكاملة (سلسلة النباتات) أو، بشكل عام، مجمعات النباتات. هذه تقع في نطاق علم النبات الطبيعي للمناظر الطبيعية. وتشمل التطورات الأخرى استخدام الإحصاءات متعددة المتغيرات لتعريف «النحوية» وتفسيرها البيئي.
من ناحية، يعتبر بعض المؤلفين أن علم النبات النباتي هو في نطاق علم النبات المعاصر، وهو نهج ناجح بسبب قوته الوصفية والتنبؤية للغاية، وفائدته في قضايا إدارة الطبيعة. من ناحية أخرى، هناك العديد من النقاد الذين ركزوا على العديد من القيود المنهجية: غياب المناهج الإحصائية، وتعقيد وعدم استقرار النظام الطبيعي، والأخطاء في النماذج التنبؤية، وافتراضات أساسية معينة.

## تصنيف نوع الموئل
حتى في قارة أوروبا، تم تطوير نظام كامل يصف أنواع النباتات وهو أساس لتصنيف نوع الموائل (مثل تصنيف طبيعة 2000 وشبكة الموائل)، هناك العديد من الخبراء العلميين الذين ليس لديهم رأي إيجابي حول مدى ملاءمة علم النبات النباتي ليكون النهج الجغرافي النباتي الرئيسي لإدارة أنظمة الغطاء النباتي. من نقاط الخلاف المهمة الافتراض الزهري - النباتي - النباتي بأن بقع الغابات من أنواع صنوبر البحر الأبيض المتوسط المستمدة بشكل رئيسي من التشجير، وغير المستقرة، والعرضية.

## مجموعات البيانات
تحتوي بيانات علم النبات النباتي على معلومات تم جمعها في وسائل (أو مؤامرات) تسرد قيم وفرة كل نوع والمتغيرات البيئية المقاسة. يتم تصنيف هذه البيانات بشكل ملائم في برنامج مثل TURBOVEG  مما يسمح بالتحرير والتخزين والتصدير إلى تطبيقات أخرى.
عادة ما يتم تصنيف البيانات وفرزها باستخدام TWINSPAN  في البرامج المضيفة مثل JUICE لإنشاء ارتباطات واقعية تتعلق بالأنواع. يتم استكشاف المزيد من الأنماط باستخدام طرق التجميع والتشابه، وتقنيات التنسيق المتاحة في حزم البرامج مثل CANOCO  أو R -package vegan.

## روابط خارجية
- المدونة الدولية للتسميات النباتية ، الطبعة الثالثة
- اختلاف المناظر الطبيعية مع النظريات النباتية النباتية
- طرق علم النبات النباتي لتحليل النظم البيئية، yale.edu
- جامعة براونشفايغ التقنية، مجموعة العمل لبيئة النبات وعلم الاجتماع التجريبي، تم الوصول إليه في 20 أبريل 2010